# Josette Vidal
Josette Vidal (sinh ngày 25 tháng 3 năm 1993) là một nữ diễn viên truyền hình người Venezuela. Cô được công nhận nhiều nhất với vai diễn Melibea Fuentes Cordero, trên bộ phim truyền hình Televen telenovela Nacer contigo.

## Đóng phim
| Năm         | Dự án                  | Vai trò                 | Ghi chú               | Ref.  |
| ----------- | ---------------------- | ----------------------- | --------------------- | ----- |
| 2011        | La viuda joven         | Julie Castillo Humboldt | truyền hình nhiều tập | [ 4 ] |
| 2012        | Nacer contigo          | Melibea Fuentes Cordero | truyền hình nhiều tập | [ 2 ] |
| 2014        | Không có chuyến đi nào | Lorena                  | Phim truyện           | [ 4 ] |
| 2014        | 3 nàng tiên cá         | Estefanía               | Phim truyện           | [ 4 ] |
| 2014        | La Roca                | Cái đầu                 | Phim truyện           | [ 4 ] |
| 2015        | Tôn, đầu bếp           | Sara Fuccinelli         | truyền hình nhiều tập | [ 4 ] |
| 2017        | La Fan                 | Miriam del Carmen       | truyền hình nhiều tập | [ 5 ] |
| 20172012018 | Corazón traicionado    | Virginia Ramírez        | truyền hình nhiều tập | [ 6 ] |
| 2017-2018   | Sangre de mi tierra    | Paloma                  | truyền hình nhiều tập | [ 7 ] |

## Phần thưởng và đề cử
| Năm  | Giải thưởng                       | thể loại | Công trinh | Kết quả |
| ---- | --------------------------------- | --- | --- | ------- |
| 2015 | Giải thưởng Kids Choice México    | Nhân vật phản diện yêu thích                                                                                              | Tôn, đầu bếp \| style="background: #99FF99; color: black; vertical-align: middle; text-align: center; " class="yes table-yes2"\|Đoạt giải |         |
| 2015 | Giải thưởng Kids Choice Colombia  | style="background: #99FF99; color: black; vertical-align: middle; text-align: center; " class="yes table-yes2"\|Đoạt giải | Tôn, đầu bếp \| style="background: #99FF99; color: black; vertical-align: middle; text-align: center; " class="yes table-yes2"\|Đoạt giải |         |
| 2015 | Giải thưởng Kids Choice Argentina | style="background: #FDD; color: black; vertical-align: middle; text-align: center; " class="no table-no2"\|Đề cử          | Tôn, đầu bếp \| style="background: #99FF99; color: black; vertical-align: middle; text-align: center; " class="yes table-yes2"\|Đoạt giải |         |